# Luigi Pampaloni

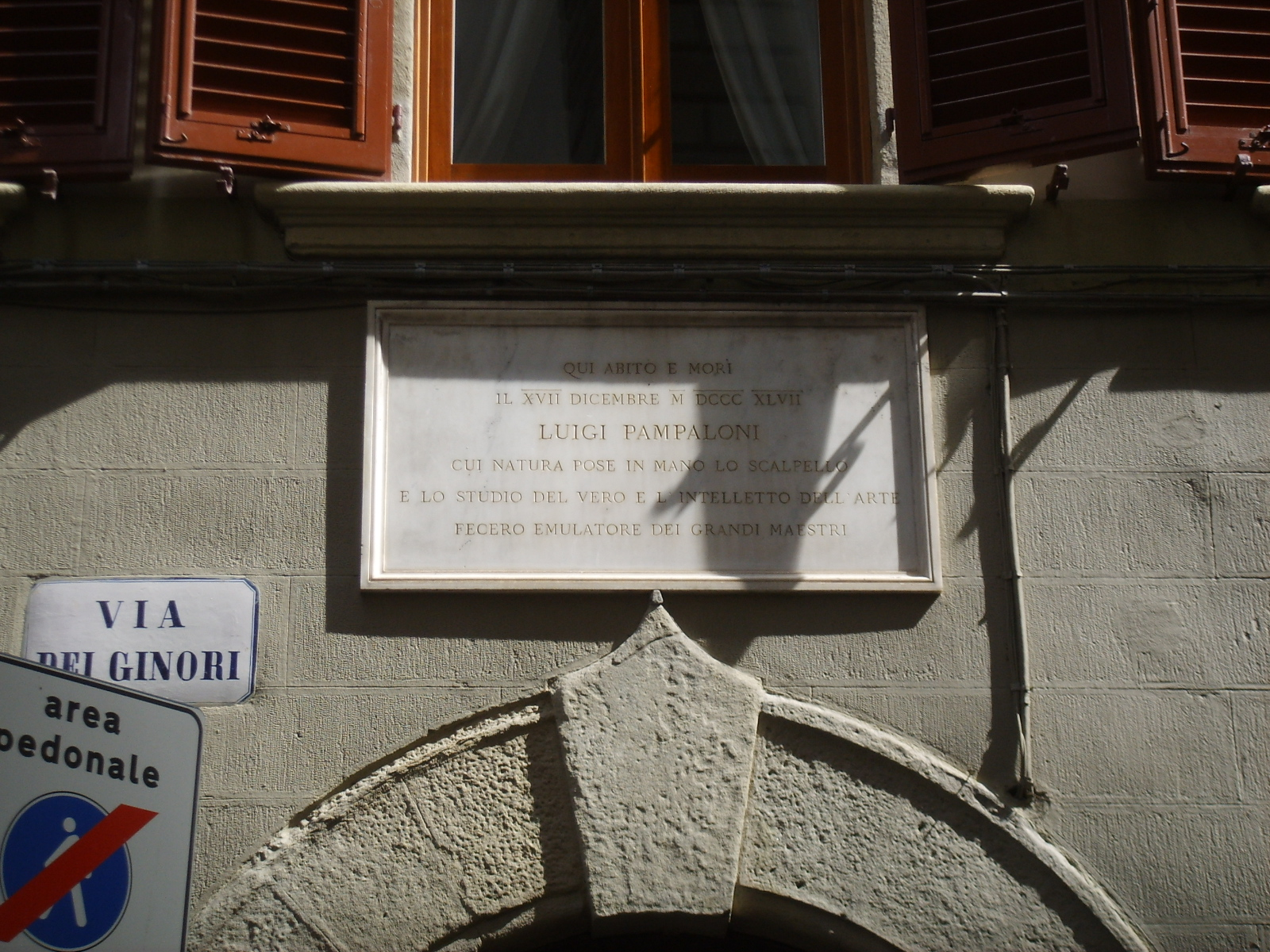
Targa su Luigi Pampaloni in via de' Ginori a Firenze

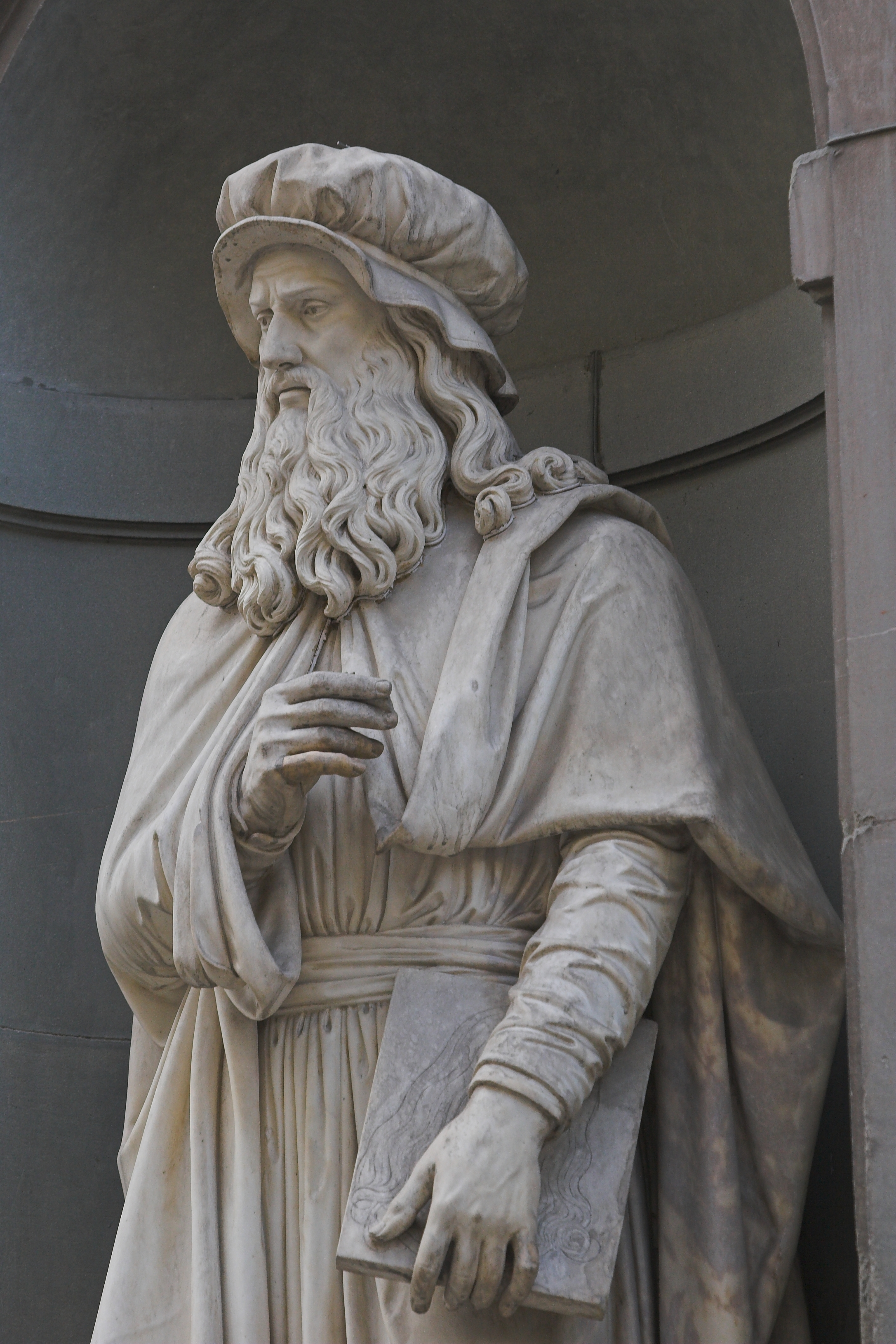
Il Leonardo da Vinci per il piazzale degli Uffizi

Luigi Pampaloni (7 ottobre 1791 – Firenze, 17 dicembre 1847) è stato uno scultore italiano.

## Biografia e opere
Fu allievo di Lorenzo Bartolini all'Accademia di Carrara e tornò a Firenze in seguito alle costrizioni napoleoniche. Tra le sue prime opere ci sono dei piccoli busti in alabastro di Napoleone stesso, arrivando, nel 1811 a entrare nelle committenze di Elisa Bonaparte quale seguace dell'apprezzato Bartolini. A palazzo Pitti eseguì per la principessa d'Etruria le lunette a stucco del bagno, con bassorilievi tipicamente neoclassici: Galatea, il bagno di Venere e il rapimento di Ganimede
Dal 1826 lavorò, con Giovannozzi, alla fontana di piazza della Collegiata a Empoli. Lo stesso anno ricevette la commissione del nobile polacco Franciszeck Potocki per un putto orante, (una copia, forse quella di proprietà dei Mastiani Brunacci, si trova a Capannoli presso Baldini Orlandini Irene) tra le sue migliori realizzazioni. La statua ebbe una notevole notorietà e gli vennero richieste molte copie, anche dall'estero. Nel 1840 una testimonianza del Tosio riporta una querelle parigina tra chi sostenesse che il suo putto fosse invece un'opera di Canova.
Sempre per una committenza polacca realizzò la scultura funeraria per la principessa Maria Radziwiłł (morta nel 1822) e nei primi anni Trenta si recò a corte di Ferdinando II delle Due Sicilie. 
Nel 1833 realizzò la statua di Pietro Leopoldo per la piazza Santa Caterina, a Pisa.
Risale al 1834 un busto-ritratto di Maria Antonietta di Borbone, sorella di Ferdinando II e seconda moglie del granduca di Toscana Leopoldo II. Poco dopo scolpì le due statue di Filippo Brunelleschi e Arnolfo di Cambio collocate nel palazzo dei Canonici in piazza del Duomo a Firenze, collocate in nicchie nell'edificio da poco ultimato (1830) da Gaetano Baccani proprio dirimpetto al Duomo. Nel 1836 scolpì una Venere conservata nella Sala del Cenacolo dell'Accademia di Firenze.
Tra il 1837 e il 1839 scolpì la statua di Leonardo da Vinci per il piazzale degli Uffizi. Tra le sculture funebri scolpì il monumento a Luciano Bonaparte e quello a Giulia Clary-Bonaparte (m. 1845), moglie di Giuseppe Bonaparte. Quest'ultima statua venne terminata nel 1847 e posta nella cappella Bonaparte (già Giugni) nella basilica di Santa Croce, davanti al monumento a Carlotta Bonaparte del suo maestro Bartolini. In questo periodo non interruppe la produzione anche di opere di piccole dimensioni, come le statuette del Putto col cane,  dell'Amore col cigno o della Piccola Pomona. Molti dei modelli di questi soggetti sono oggi confluiti nella Gipsoteca Bartolini e sono perciò visibili alla Galleria dell'Accademia di Firenze.
Dal 1838 al 1842 lavorò al gruppo degli Orfani sulla rupe, commissionato dal filantropo pistoiese Niccolò Puccini. Visse a Firenze in via de' Ginori, dove una lapide ricorda la casa dove morì, al n. 26.

## Curiosità
- Poiché scolpì spesso monumenti funebri venne soprannominato l'"Anacreonte della scultura".

## Altre immagini

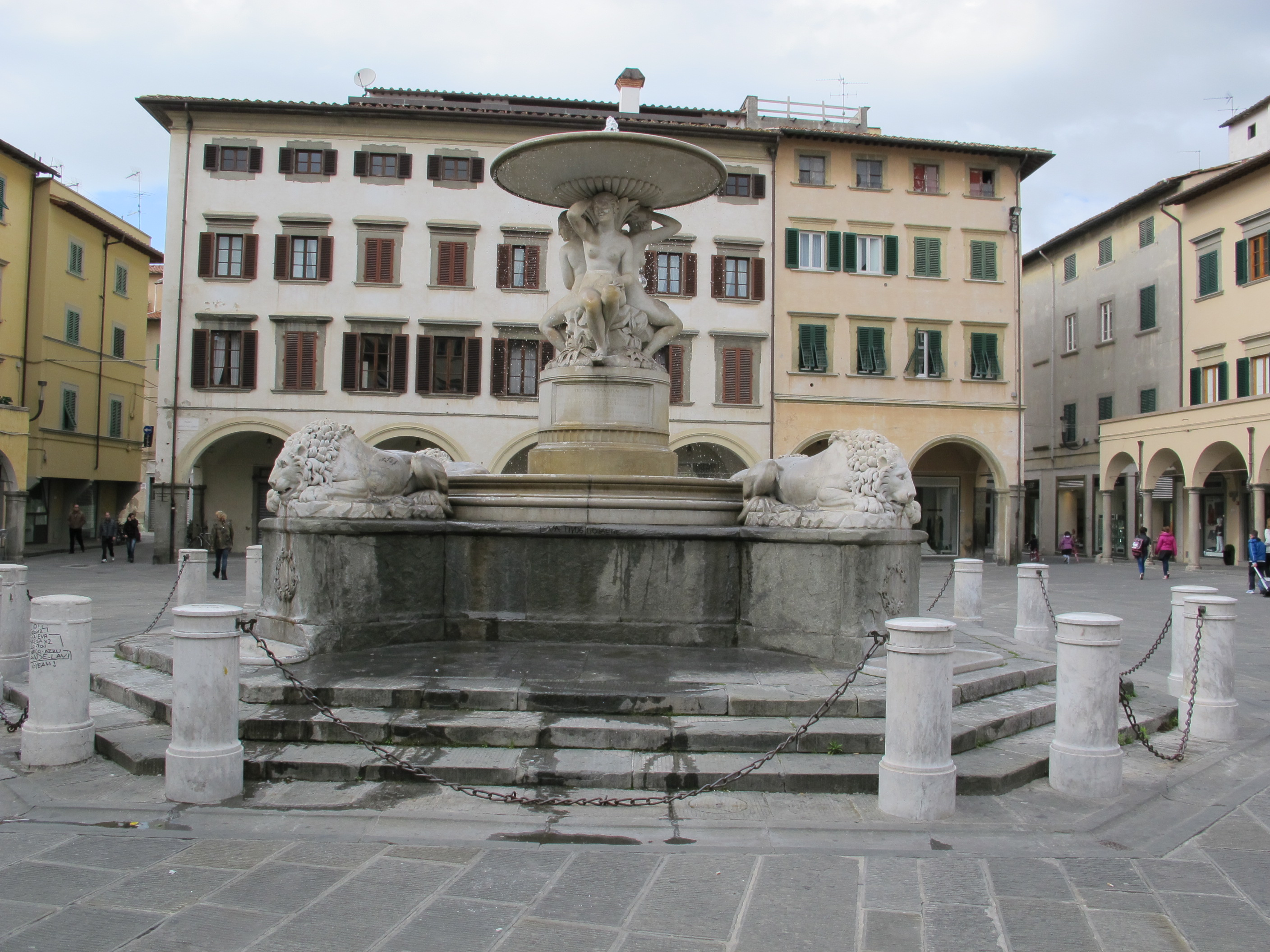
Empoli, la fontana di piazza Farinata degli Uberti (1828)
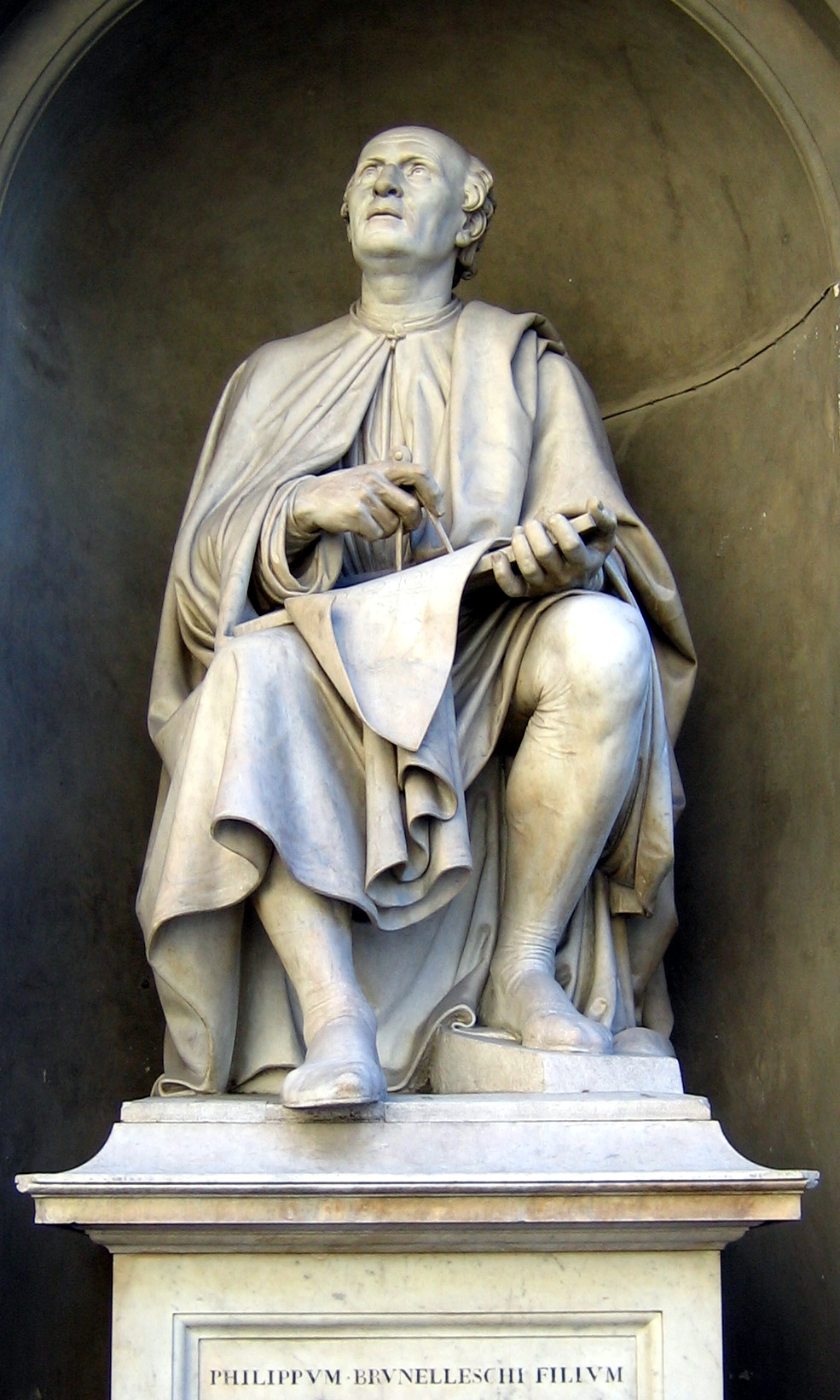
La statua di Filippo Brunelleschi
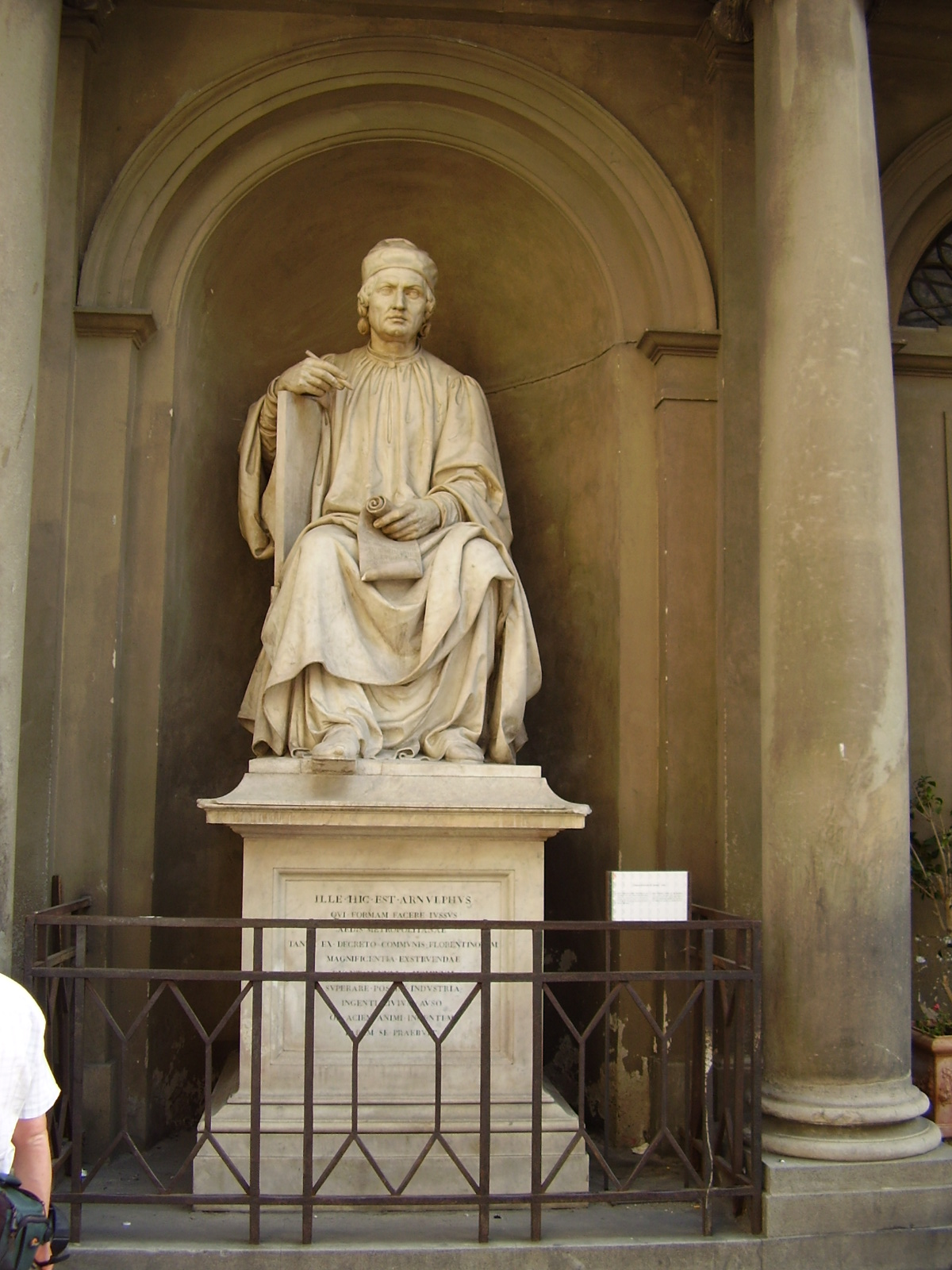
La statua di Arnolfo di Cambio
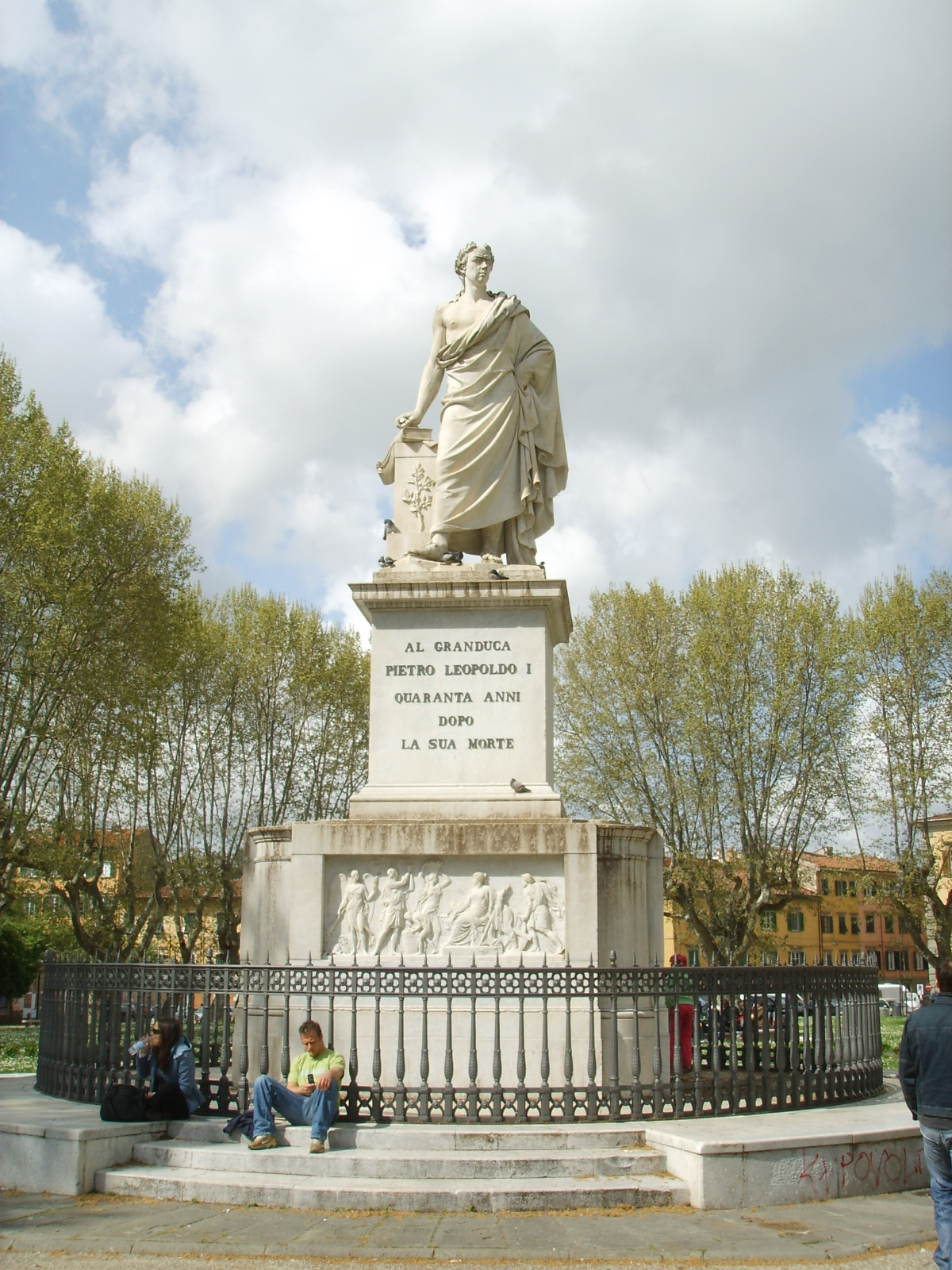
La statua di Pietro Leopoldo, Pisa
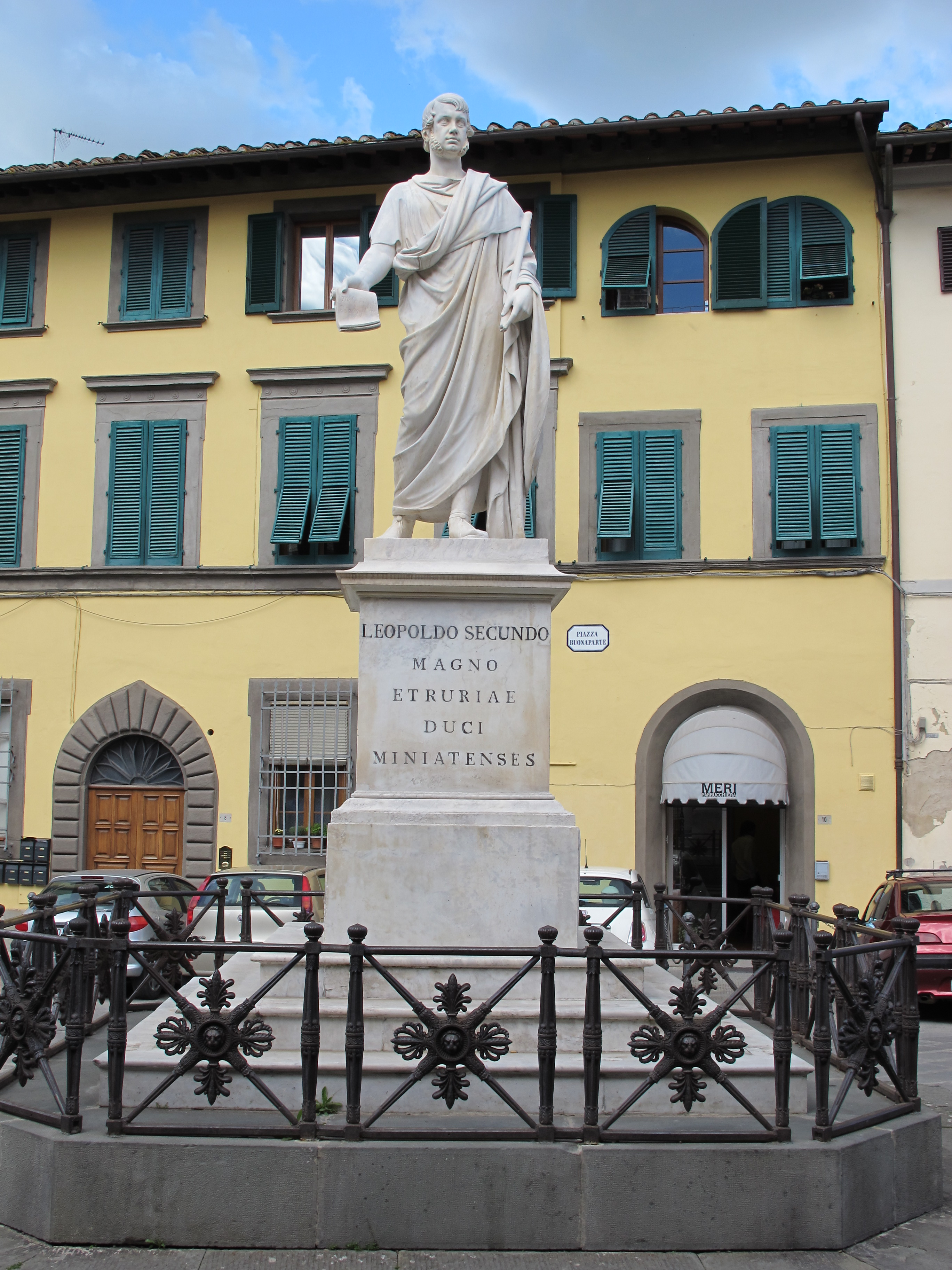
La statua di Leopoldo II granduce di Toscana, San Miniato
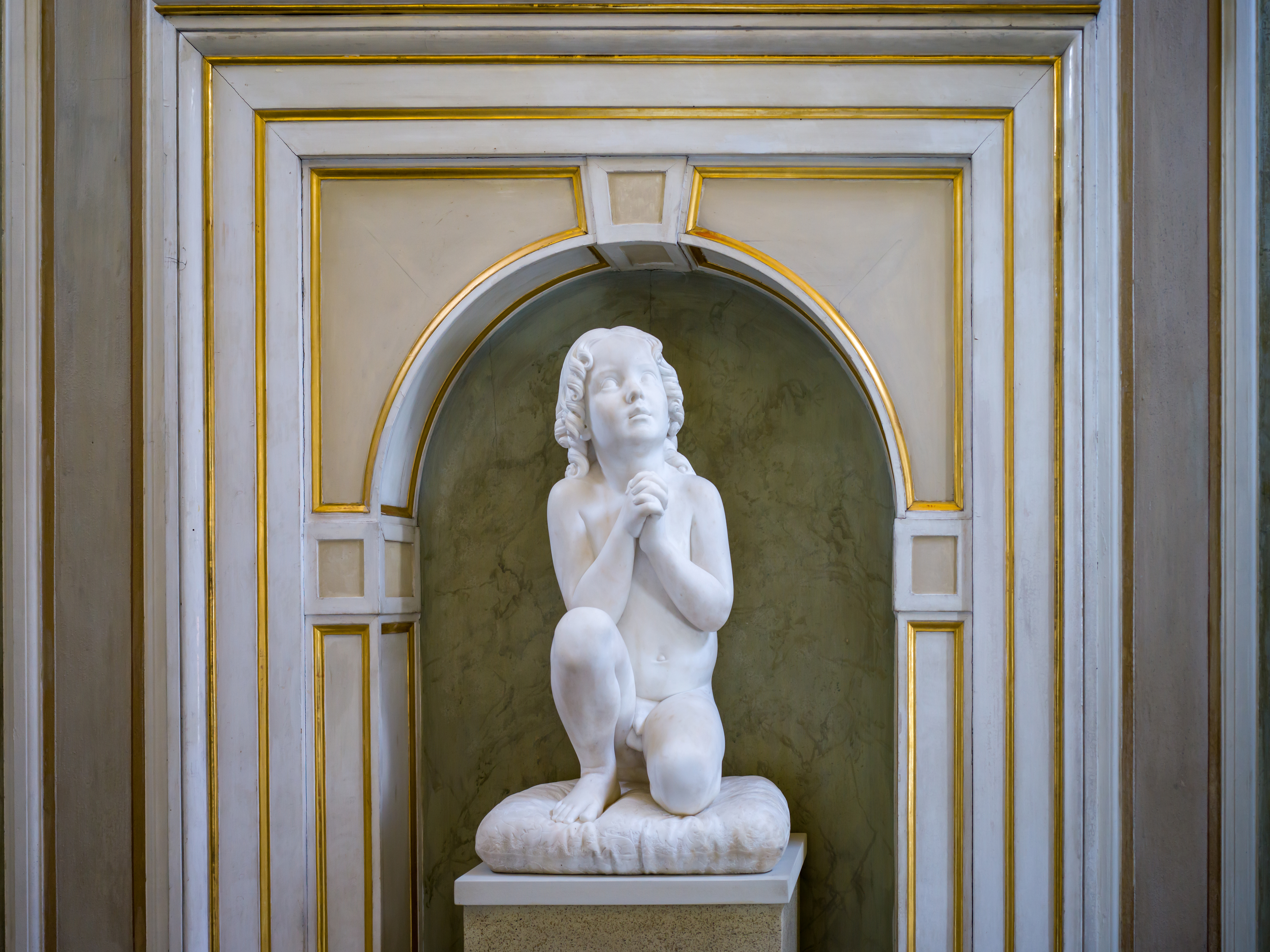
Putto orante nel Palazzo Tosio a Brescia
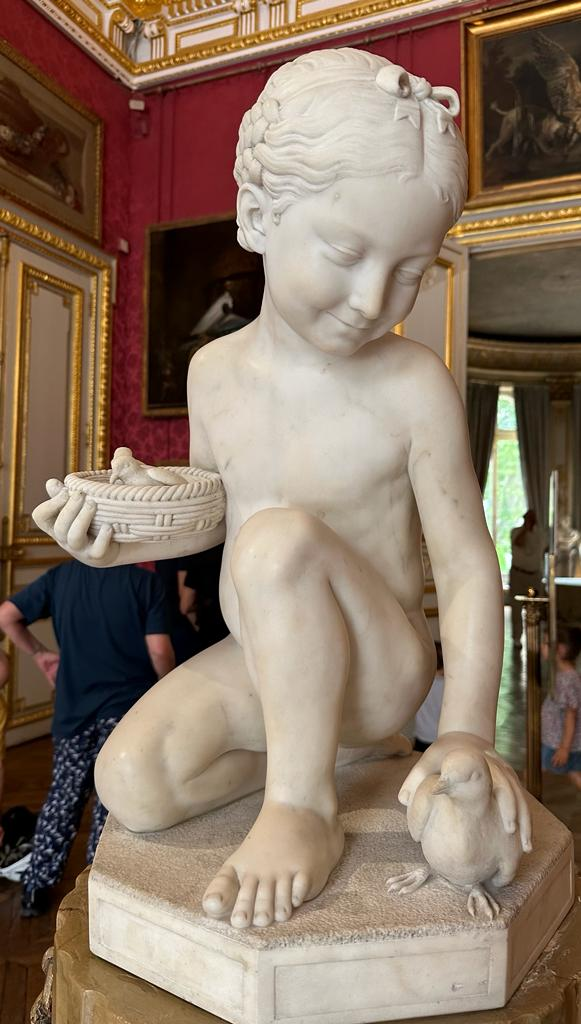
Bambina con le tortore, Jacquemart-André, Parigi